# 1. Frauenfußballclub Turbine Potsdam 71 2015-2016
Questa voce raccoglie le informazioni riguardanti la sezione di calcio femminile del 1. Frauenfußballclub Turbine Potsdam 71 nelle competizioni ufficiali della stagione 2015-2016.

## Stagione
Il Turbine Potsdam, sempre alla guida tecnica di Bernd Schroder, durante la sessione estiva di calciomercato integra con nuovi acquisti tutti i reparti anche per la decisione di alcune delle giocatrici della stagione precedente di ritirarsi dall'attività agonistica. Tra i nuovi arrivi spiccano nel reparto offensivo Svenja Huth, proveniente dall'1. FFC Francoforte, che si rivelerà a fine stagione la migliore realizzatrice della squadra, e la francese Marina Makanza, dal Montpellier, che però già lascia la società durante il calciomercato invernale.
Il Turbine Potsdam dopo un avvio di campionato difficile, con quattro sconfitte nelle prime sei giornate che la relegano fino all'11º posto in classifica, in zona retrocessione, si risolleva fino a stabilizzarsi in posizioni di centro classifica, terminando, grazie alle 9 vittorie, 3 pareggi e 10 sconfitte a 30 punti e al 7º posto, risultato che le vale un'agevole salvezza. Con 42 reti siglate, 13 delle quali da Huth seguita da Viktoria Schwalm (6), la squadra si colloca al 4º posto come migliore attacco del campionato e al 5º come reti subite 28. La vittoria con maggior scarto è quella ottenuta in casa alla 16ª giornata, 6-0 sul Bayer Leverkusen mentre la sconfitta con maggior scarto è il 3-0 subito in trasferta dallo Jena alla 19ª giornata.
In Coppa di Germania, dopo aver avuto facile ragione dell'Holstein Kiel per 11-0 all'entrata nel torneo nel secondo turno, supera cpon un netto 4-0 le avversarie dell'Hoffenheim agli ottavi di finale ma la sua corsa viene fermata dal Wolfsburg che, battendola per 3-0 ai quarti di finale, elimina il Turbine Potsdam dal torneo.

## Maglie e sponsor
|  | Casa | Trasferta |

## Rosa
Rosa, ruoli e numeri di maglia tratti dal sito della federcalcio tedesca 
https://www.dfb.de/en/data-center/flyeralarm-frauen-bundesliga/2015-2016/team/turbine-potsdam
| N. |                     | Ruolo | Calciatrice          |
| -- | ------------------- | ----- | -------------------- |
| 1  | Germania (bandiera) | P     | Vanessa Fischer      |
| 1  | Germania (bandiera) | P     | Lisa Schmitz         |
| 4  | Germania (bandiera) | D     | Johanna Elsig        |
| 5  | Germania (bandiera) | D     | Victoria Krug        |
| 6  | Germania (bandiera) | C     | Elise Kellond-Knight |
| 7  | Giappone (bandiera) | C     | Asano Nagasato       |
| 8  | Germania (bandiera) | D     | Wibke Meister        |
| 9  | Germania (bandiera) | A     | Svenja Huth          |
| 10 | Germania (bandiera) | C     | Patricia Hanebeck    |
| 10 | Germania (bandiera) | A     | Marina Makanza       |
| 11 | Germania (bandiera) | C     | Jennifer Cramer      |
| 13 | Svizzera (bandiera) | C     | Lia Wälti (capitano) |
| 15 | Germania (bandiera) | D     | Inka Wesely          |
| 16 | Germania (bandiera) | C     | Laura Lindner        |
| 16 | Germania (bandiera) | C     | Magdalena Szaj       |

| N. |                                 | Ruolo | Calciatrice       |
| -- | ------------------------------- | ----- | ----------------- |
| 17 | Germania (bandiera)             | A     | Viktoria Schwalm  |
| 18 | Polonia (bandiera)              | D     | Jolanta Siwińska  |
| 19 | Germania (bandiera)             | C     | Felicitas Rauch   |
| 20 | Germania (bandiera)             | D     | Bianca Schmidt    |
| 21 | Germania (bandiera)             | C     | Tabea Kemme       |
| 22 | Germania (bandiera)             | D     | Stefanie Draws    |
| 23 | Bosnia ed Erzegovina (bandiera) | D     | Lidija Kuliš      |
| 24 | Italia (bandiera)               | A     | Ilaria Mauro      |
| 26 | Stati Uniti (bandiera)          | P     | Bryane Heaberlin  |
| 27 | Germania (bandiera)             | A     | Dorothea Greulich |
| 27 | Paesi Bassi (bandiera)          | D     | Maruschka Waldus  |
| 29 | Bosnia ed Erzegovina (bandiera) | C     | Amela Kršo        |
| 32 | Germania (bandiera)             | D     | Liesa Seifert     |
|    | Croazia (bandiera)              | D     | Allison Scurich   |

## Calciomercato

### Sessione estiva
| Acquisti | Acquisti             | Acquisti           | Acquisti |
| R.       | Nome                 | da                 | Modalità |
| -------- | -------------------- | ------------------ | -------- |
| P        | Lisa Schmitz         | Bayer Leverkusen   |          |
| D        | Bianca Schmidt       | 1. FFC Francoforte |          |
| D        | Allison Scurich      | Sand               |          |
| C        | Patricia Hanebeck    | Sand               |          |
| C        | Elise Kellond-Knight | Brisbane Roar      |          |
| C        | Jolanta Siwińska     | Lübars             |          |
| A        | Marina Makanza       | Montpellier        |          |
| A        | Ilaria Mauro         | Sand               |          |
| A        | Svenja Huth          | 1. FFC Francoforte |          |

| Cessioni | Cessioni               | Cessioni           | Cessioni       |
| R.       | Nome                   | a                  | Modalità       |
| -------- | ---------------------- | ------------------ | -------------- |
| P        | Fei Wang               | Olympique Lione    |                |
| P        | Anna Felicitas Sarholz | Babelsberg         |                |
| D        | Nina Frausing Pedersen | Fortuna Hjørring   |                |
| D        | Jennifer Zietz         |                    | ritirata       |
| C        | Nataša Andonova        | Rosengård          |                |
| C        | Pauline Bremer         | Olympique Lione    |                |
| C        | Rachel Mercik          |                    | fine contratto |
| C        | Isabella Möller        | 1. FFC Francoforte |                |
| C        | Ingrid Wells           |                    | fine carriera  |
| C        | Jennifer Zietz         |                    | fine carriera  |
| A        | Genoveva Añonma        | Portland Thorns    |                |
| A        | Lisa Evans             | Bayern Monaco      |                |

### Sessione invernale
| Acquisti | Acquisti         | Acquisti                 | Acquisti |
| R.       | Nome             | da                       | Modalità |
| -------- | ---------------- | ------------------------ | -------- |
| P        | Bryane Heaberlin | North Carolina Tar Heels |          |
| D        | Maruschka Waldus | Mallbackens IF Sunne     |          |

| Cessioni | Cessioni       | Cessioni | Cessioni    |
| R.       | Nome           | a        | Modalità    |
| -------- | -------------- | -------- | ----------- |
| A        | Marina Makanza | Nîmes    | in prestito |

## Risultati

### Frauen-Bundesliga

#### Girone di andata
| Arbitro: | Rafalski (Baunatal) |

|                            |           |                    |
| Evans 65’ Däbritz 76’, 84’ | Marcatori | 51’ Kellond-Knight |

| Arbitro: | Lohmeyer (Holtland) |

|                        |           |  |
| Huth 70’ Schwalm 90+1’ | Marcatori |  |

| Arbitro: | Hussein (Bad Harzburg) |

|                |           |  |
| Garefrekes 57’ | Marcatori |  |

| Arbitro: | Diekmann (Dortmund) |

|  |           |                    |
|  | Marcatori | 47’ Igwe 65’ Meyer |

| Arbitro: | Appelmann (Alzey) |

|           |           |  |
| Knaak 10’ | Marcatori |  |

| Potsdam 18 ottobre 2015, ore 14:00 CEST 6ª giornata | Turbine Potsdam  | 0 – 0 referto | SGS Essen | Karl-Liebknecht-Stadion (1 822 spett.)\| Arbitro: \| Kunkel (Amburgo) \| |
| Arbitro:                                            | Kunkel (Amburgo) |               |           |                                                                          |

| Arbitro: | Wacker (Marbach am Neckar) |

|  |           |                                      |
|  | Marcatori | 48’ Hanebeck 75’ Makanza 81’ Schwalm |

| Arbitro: | Wozniak (Herne) |

|  |           |                     |
|  | Marcatori | 78’ (aut.) Siwińska |

| Arbitro: | Westerhoff (Bochum) |

|                                      |           |  |
| Schwalm 25’ Huth 55’, 78’ Cramer 60’ | Marcatori |  |

| Arbitro: | Illing (Limbach-Oberfrohna) |

|                                  |           |                                               |
| Dickenmann 35’ Graham Hansen 45’ | Marcatori | 24’, 88’ Huth 49’ Draws 50’ Kemme 72’ Makanza |

| Arbitro: | Westerhoff (Bochum) |

|                                             |           |  |
| Huth 8’ Schwalm 37’ Wälti 57’ Lindner 90+1’ | Marcatori |  |

#### Girone di ritorno
| Arbitro: | Baitinger (Friesenheim) |

|  |           |                             |
|  | Marcatori | 21’ Lewandowski 48’ Miedema |

| Arbitro: | Söder (Ingolstadt) |

|                         |           |  |
| Zehnder 12’ Kayikçi 18’ | Marcatori |  |

| Arbitro: | Kurtes (Düsseldorf) |

|                           |           |                                           |
| Huth 7’, 66’ Hanebeck 55’ | Marcatori | 33’ Laudehr 42’ Storzel 60’, 90’ Marozsán |

| Arbitro: | Wozniak (Herne) |

|            |           |          |
| Burger 39’ | Marcatori | 9’ Mauro |

| Arbitro: | Heimann (Gladbeck) |

|                                                     |           |  |
| Wälti 9’ Mauro 32’ Huth 60’, 80’, 90+1’ Schwalm 82’ | Marcatori |  |

| Arbitro: | Rafalski (Baunatal) |

|             |           |              |
| Schüller 3’ | Marcatori | 70’ Hanebeck |

| Arbitro: | Lohmeyer (Holtland) |

|                      |           |            |
| Huth 15’ Schwalm 83’ | Marcatori | 56’ Zeller |

| Arbitro: | Baitinger (Friesenheim) |

|                            |           |  |
| Hearn 43’, 89’ Voňková 60’ | Marcatori |  |

| Arbitro: | Diekmann (Dortmund) |

|                                               |           |                     |
| Gerhardt 46’ Knopf 59’ Kirchberger 69’ (rig.) | Marcatori | 29’ Kulis 47’ Rauch |

| Arbitro: | Illing (Limbach-Oberfrohna) |

|                                     |           |  |
| Huth 27’ Lindner 55’, 64’ Rauch 84’ | Marcatori |  |

| Arbitro: | Derlin (Bad Schwartau) |

|              |           |                                     |
| Wichmann 90’ | Marcatori | 6’, 35’ Kemme 32’ Lindner 43’ Wälti |

### DFB-Pokal
| Arbitro: | Kunkel (Amburgo) |

|  |           |                                                                                        |
|  | Marcatori | 1’, 25’, 42’, 52’, 59’, 89’ Huth 36’, 50’ Mauro 65’ Schmidt 69’ (rig.) Draws 75’ Rauch |

| Arbitro: | Illing (Limbach-Oberfrohna) |

|                                     |           |  |
| Huth 37’ Makanza 40’, 46’ Rauch 48’ | Marcatori |  |

| Arbitro: | Illing (Limbach-Oberfrohna) |

|  |           |                                    |
|  | Marcatori | 33’, 57’ Graham Hansen 75’ Fischer |

## Statistiche

### Statistiche di squadra
| Competizione         | Punti | In casa | In casa | In casa | In casa | In casa | In casa | In trasferta | In trasferta | In trasferta | In trasferta | In trasferta | In trasferta | Totale | Totale | Totale | Totale | Totale | Totale | DR  |
| Competizione         | Punti | G       | V       | N       | P       | Gf      | Gs      | G            | V            | N            | P            | Gf           | Gs           | G      | V      | N      | P      | Gf     | Gs     | DR  |
| -------------------- | ----- | ------- | ------- | ------- | ------- | ------- | ------- | ------------ | ------------ | ------------ | ------------ | ------------ | ------------ | ------ | ------ | ------ | ------ | ------ | ------ | --- |
| Frauen Bundesliga    | 30    | 11      | 6       | 1       | 4       | 25      | 10      | 11           | 3            | 2            | 6            | 17           | 18           | 22     | 9      | 3      | 10     | 42     | 28     | +14 |
| DFB-Pokal der Frauen | -     | 2       | 1       | 0       | 1       | 4       | 3       | 1            | 1            | 0            | 0            | 11           | 0            | 3      | 2      | 0      | 1      | 15     | 3      | +12 |
| Totale               | -     | 13      | 7       | 1       | 5       | 29      | 13      | 12           | 4            | 2            | 6            | 28           | 18           | 25     | 11     | 3      | 11     | 57     | 31     | +26 |

### Andamento in campionato
| Giornata  | 1 | 2 | 3  | 4  | 5  | 6  | 7 | 8  | 9 | 10 | 11 | 12 | 13 | 14 | 15 | 16 | 17 | 18 | 19 | 20 | 21 | 22 |
| --------- | - | - | -- | -- | -- | -- | - | -- | - | -- | -- | -- | -- | -- | -- | -- | -- | -- | -- | -- | -- | -- |
| Luogo     | T | C | T  | C  | T  | C  | T | C  | C | T  | C  | C  | T  | C  | T  | C  | T  | C  | T  | T  | C  | T  |
| Risultato | P | V | P  | P  | P  | N  | V | P  | V | P  | V  | P  | P  | P  | N  | V  | N  | V  | P  | P  | V  | V  |
| Posizione | 8 | 6 | 10 | 10 | 11 | 11 | 8 | 10 | 8 | 8  | 6  | 8  | 8  | 9  | 9  | 8  | 8  | 7  | 8  | 8  | 8  | 7  |

Legenda:

Luogo: C = Casa; T = Trasferta. Risultato: V = Vittoria; N = Pareggio; P = Sconfitta.

### Statistiche delle giocatrici
| Giocatore         | Frauen-Bundesliga | Frauen-Bundesliga | Frauen-Bundesliga | Frauen-Bundesliga | DFB-Pokal der Frauen | DFB-Pokal der Frauen | DFB-Pokal der Frauen | DFB-Pokal der Frauen | Totale   | Totale | Totale      | Totale     |
| Giocatore         | Presenze          | Reti              | Ammonizioni       | Espulsioni        | Presenze             | Reti                 | Ammonizioni          | Espulsioni           | Presenze | Reti   | Ammonizioni | Espulsioni |
| ----------------- | ----------------- | ----------------- | ----------------- | ----------------- | -------------------- | -------------------- | -------------------- | -------------------- | -------- | ------ | ----------- | ---------- |
| J. Cramer         | 5                 | 1                 | 1                 | 0                 | 1                    | 0                    | 0                    | 0                    | 6        | 1      | 1           | 0          |
| S. Draws          | 17                | 1                 | 0                 | 0                 | 3                    | 1                    | 0                    | 0                    | 20       | 2      | 0           | 0          |
| J. Elsig          | 3                 | 0                 | 0                 | 0                 | -                    | -                    | -                    | -                    | 3        | 0      | 0           | 0          |
| V. Fischer        | 2                 | -5                | 0                 | 0                 | 3                    | -3                   | 0                    | 0                    | 5        | -8     | 0           | 0          |
| D. Greulich       | -                 | -                 | -                 | -                 | 1                    | 0                    | 0                    | 0                    | 1        | 0      | 0           | 0          |
| P. Hanebeck       | 12                | 3                 | 1                 | 0                 | 2                    | 0                    | 0                    | 0                    | 14       | 3      | 1           | 0          |
| B. Heaberlin      | 5                 | -9                | 0                 | 0                 | -                    | -                    | -                    | -                    | 5        | -9     | 0           | 0          |
| S. Huth           | 22                | 13                | 4                 | 0                 | 3                    | 7                    | 0                    | 0                    | 25       | 20     | 4           | 0          |
| E. Kellond-Knight | 18                | 1                 | 1                 | 0                 | 2                    | 0                    | 0                    | 0                    | 20       | 1      | 1           | 0          |
| T. Kemme          | 19                | 3                 | 3                 | 0                 | 3                    | 0                    | 0                    | 0                    | 22       | 3      | 3           | 0          |
| A. Kršo           | -                 | -                 | -                 | -                 | -                    | -                    | -                    | -                    | -        | -      | -           | -          |
| V. Krug           | 10                | 0                 | 0                 | 1                 | 2                    | 0                    | 1                    | 0                    | 12       | 0      | 1           | 1          |
| L. Kuliš          | 18                | 1                 | 5                 | 0                 | 1                    | 0                    | 1                    | 0                    | 19       | 1      | 6           | 0          |
| L. Lindner        | 9                 | 4                 | 0                 | 0                 | 1                    | 0                    | 0                    | 0                    | 10       | 4      | 0           | 0          |
| M. Makanza        | 9                 | 2                 | 2                 | 0                 | 2                    | 2                    | 0                    | 0                    | 11       | 4      | 2           | 0          |
| I. Mauro          | 14                | 2                 | 0                 | 0                 | 2                    | 2                    | 0                    | 0                    | 16       | 4      | 0           | 0          |
| W. Meister        | 15                | 0                 | 3                 | 0                 | 2                    | 0                    | 0                    | 0                    | 17       | 0      | 3           | 0          |
| A. Nagasato       | -                 | -                 | -                 | -                 | -                    | -                    | -                    | -                    | -        | -      | -           | -          |
| F. Rauch          | 15                | 2                 | 2                 | 0                 | 3                    | 2                    | 0                    | 0                    | 18       | 4      | 2           | 0          |
| B. Schmidt        | 7                 | 0                 | 1                 | 0                 | 2                    | 1                    | 0                    | 0                    | 9        | 1      | 1           | 0          |
| L. Schmitz        | 15                | -14               | 0                 | 0                 | -                    | -                    | -                    | -                    | 15       | -14    | 0           | 0          |
| V. Schwalm        | 17                | 6                 | 2                 | 0                 | 3                    | 0                    | 0                    | 0                    | 20       | 6      | 2           | 0          |
| A. Scurich        | -                 | -                 | -                 | -                 | -                    | -                    | -                    | -                    | -        | -      | -           | -          |
| L. Seifert        | 1                 | 0                 | 0                 | 0                 | -                    | -                    | -                    | -                    | 1        | 0      | 0           | 0          |
| J. Siwińska       | 20                | 0                 | 1                 | 0                 | 2                    | 0                    | 0                    | 0                    | 22       | 0      | 1           | 0          |
| M. Szaj           | 2                 | 0                 | 0                 | 0                 | ?                    | ?                    | ?                    | ?                    | 2+       | 0+     | 0+          | 0+         |
| M. Waldus         | ?                 | ?                 | ?                 | ?                 | ?                    | ?                    | ?                    | ?                    | ?        | ?      | ?           | ?          |
| L. Wälti          | 22                | 3                 | 3                 | 0                 | 3                    | 0                    | 0                    | 0                    | 25       | 3      | 3           | 0          |
| I. Wesely         | 10                | 0                 | 0                 | 0                 | 1                    | 0                    | 0                    | 0                    | 11       | 0      | 0           | 0          |